# Институт стратегических исследований (США)
Институт стратегических исследований (англ. Strategic Studies Institute, SSI) — институт армии США, специализирующийся на исследованиях и анализе геостратегии и национальной безопасности США. Расположен в военном городке Carlisle Barracks в городе Карлайле  (штат Пенсильвания).
SSI издаёт книги и монографии по своей тематике, проводит тематические коллоквиумы и публикует отчёты по ним. С 2004 года SSI издавал серию работ «Передовая стратегическая мысль», которую открыла работа Давида Лая «Уроки камней: подход игры го к овладению китайской концепцией ши».
В штат SSI входят как гражданские, так и военные исследователи..
Директором SSI является Дуглас Лавлэйс (англ. Douglas Lovelace).